# 组织蛋白酶A
组织蛋白酶A（英語：Cathepsin A，也称为羧肽酶C）是一种酶，它同时被分类为组织蛋白酶和羧肽酶。在人体内的组织蛋白酶A被编码为CTSA基因。

## 作用
该基因编码一种糖蛋白，它与β-半乳糖苷酶和神经氨酸酶结合形成高分子量多聚体复合物。这种复合物的形成为稳定性和活性提供了保护作用。它对β-半乳糖苷酶和神经氨酸酶有保护作用。

## 临床意义
该基因的缺陷与多种形式的半乳糖唾液酸贮积症有关。

## 相互作用
组织蛋白酶A与NEU1存在相互作用。